# Algeriet
Algeriet (arabisk: الجزائر; algerisk arabisk: الدزاير; fransk: Algérie), officielt Den Demokratiske Folkerepublik Algeriet (arabisk: الجمهورية الجزائرية الديمقراطية الشعبية; fransk: République algérienne démocratique et populaire), er en suveræn stat i Maghreb-regionen i det nordlige Afrika. Algeriet ligger ud til Middelhavet mod nord og grænser op til Tunesien i nordøst, Libyen i øst, Niger i sydøst, Mali, Mauretanien og Vestsahara i sydvest, og Marokko i vest. Hovedstaden, der har givet landet sit navn, hedder Algier og ligger i det nordligste Algeriet på Middelhavskysten. Det er desuden Algeriets største by. Algeriet er med et areal på 2.381.741 km2
det største land i Afrika og den arabisktalende verden. Det er desuden verdens tiende største land. Man har estimeret befolkningstallet til 46.164.219 (2023) indbyggere, hvilket gør Algeriet til Afrikas niende folkerigeste land. Landet er en semipræsidentiel republik bestående af 48 provinser og 1.541 kommuner. Det officielle sprog er arabisk med fransk som andetsprog.
Algeriet har været hjemsted for mange riger, dynastier og folkeslag, bl.a. numidierne, fønikerne, kartaginienserne, romerne, vandalerne, byzantinerne, umayyaderne, abbasiderne, idrisiderne, aghlabiderne, rustamiderne, fatimiderne, ziriderne, hammadiderne, almoraviderne, almohaderne, spanierne, osmannerne og franskmændene. Berberne udgør landets oprindelige befolkning. Efter 132 år som fransk koloni fik Algeriet uafhængighed den 5. juli 1962 efter en længere periode med borgerkrig og konflikter.
Algeriet er en regional- og mellemmagt. Ifølge FN’s HDI-liste er Algeriet Afrikas mest udviklede fastlandsstat. Det eksporterer store mængder naturgas til Europa, hvilket udgør rygraden i landets økonomi. Ifølge OPEC har Algeriet Afrikas næststørste og verdens 16. største olireserver. Det har verdens niende største naturgasreserver. Det nationale olieselskab, Sonatrach, er Afrikas største selskab. Algeriets militær er et af Afrikas største og landet har kontinentets største forsvarsbudget. De fleste af Algeriets våben importeres fra Rusland, som er en nær allieret. Algeriet er medlem AU, Den Arabiske Liga, OPEC, FN og Maghrebunionen.

## Geografi
Algeriet er med et areal på 2.381.741 km2
det største land på det afrikanske kontinent, i den arabiske verden og i middelhavslandene. Saharaørkenen udgør en stor del af landet mod syd. Den folkerigeste del ligger mod nord.
- Laveste punkt: Chott Melrhir (40 meter under havet)
- Højeste punkt: Tahat (3.003 meter)
- Længste flod: Chelif (725 km)
- Naturlige ressourcer: olie, naturgas, jernmalm, fosfat, uran, bly, zink

Siden 9. juli 2011, hvor Sudan blev delt, har Algeriet været det største afrikanske land.

### Klima og miljø
Klimaet er tørt til halvtørt, med milde, regnfulde vintre og varme, tørre somre ved kysten. I højere områder er det mere tørt med kolde vintre og varme somre. Om sommeren blæser den varme, sandfyldte scirocco-vind almindeligvis.
Nogle af Algeriets miljøproblemer er jorderosion, udslip af urent kloakvand, vandforurening fra olieraffinaderier samt en mangel på frisk vand. Algeriet har skrevet sig på, men ikke ratificeret FN-aftalen om forbydelse af atomvåben. Al elektricitet produceres ved hjælp af fossile brændstoffer.

## Demografi
- Befolkningstal: ca. 46.164.219 (2023)[1] indbyggere
- Befolkning: 99% af befolkningen er arabisk berber
- Befolkningens middelalder: 22,5 år (2002)
- Befolkningens gennemsnitslevelængde: 70,5 år (2003)
- Religiøs tilhørselsforhold: sunni-muslimer (statslig religion) 99%, kristne og jøder 1%
- Sprog: arabisk, fransk, berber-dialekter
- Analfabetisme: I 2003 var 30% af den voksne befolkning analfabeter

## Oldtiden
I oldtiden beboedes Algeriets landområde af to folkeslag, numidierne mod øst og maurerne mod vest. I Hannibals kampe mod Rom sluttede den numidiske fyrste sig til romerne og blev efter deres endelige sejr, herre over hele Numidien. Efter opgøret mellem Cæsar og Pompejus, under hvilket Numidiens konge, Juba, tog parti for Pompejus, kom hele landet under Rom (46 f. Kr.), og hermed begyndte Algeriets blomstringsperiode. Agerbruget blev drevet mønsterværdigt, store byer voksede op, og langt inde i landet træffes den dag i dag ruiner af termer, templer og vandledninger. Kristendommen vandt stor udbredelse (123 bispesæder).

### Folkevandringstiden
Da vandalerne i 428 gik i land i Nordafrika, var det slut med de fredelige tider. Fra 429 plyndrede de under kong Geiserik i det nuværende Algeriet, og fra 432 herskede de over den østligste del af landet, med en vigtig base i Hippo Regius. Det østromerske rige tilbageerobrede de vandalske landområder i 533, under ledelse af kejser Justinians general Belisarius.

### Under kalifatet
Allerede i 7. århundrede trængte araberne herind, tvang indbyggerne til at antage islam, og der dannedes en mængde småstater. 935 byggede Zeiri byen Al Dschesair (nu Alger). Fra 1148-1269 var størstedelen af landet samlet under alhomaderne. Da maurer og jøder blev fordrevet fra den iberiske halvø i 1400-tallet, bosatte en del af dem sig i Algeriet. Efter Granadas indtagelse 1492 blev Algeriet tilflugtssted for de flygtende maurer, der ved sørøveri søgte at hævne sig på de kristne. Ferdinand den Katolske foretog adskillige togter imod dem og erobrede byerne (Oran, Alger og Bougie), men Algeriet fik hjælp af de tyrkiske røverhøvdinger, brødrene Barbarossa (specielt Khair ed-Din Barbarossa), der 1520 stillede landet under tyrkisk beskyttelse og tilbageerobrede byerne (undtagen Oran). Fra nu af dreves sørøveriet mere og mere systematisk, og efter at janitsharerne 1600 var kommet til magten, blev det beboernes almindeligste næringsvej. Flere ekspeditioner foretoges imod dem, men næsten uden resultat: Karl V (1541), englænderne (1655), hollænderne (1669-1670) og franskmændene (1682-1683, 1687). 1708 gik Oran tabt, 1732 blev den atter spansk, men tabtes på ny 1791. Under Napoleonskrigene var der nogenlunde ro, men efter 1814 begyndte sørøveriet igen. 1815 tvang en amerikansk flåde deyen til at respektere USA's flag, men desto frygteligere gik det så ud over de små magter. 1816 overfaldt sørøverne 359 italienske fiskerskibe i Bone og nedhuggede mandskabet. Det medførte, at Alger blev bombarderet af en engelsk flåde og deyen måtte frigive en del kristne slaver, men allerede året efter vovede sørøverne sig op i Kanalen, og man begyndte at indse, at det eneste middel til sørøveriets udryddelse var en direkte erobring af landet.

### Nyere historie
Algeriets nyere historie indledes i 1830 med Frankrigs kolonisering af området. Algeriet opnåede selvstændighed i 1962 ved Évian aftalen efter Algierkrigen.
Over 100.000 mennesker er blevet dræbt siden 1991, hvor regeringen aflyste et valg, som Den Islamiske Frelserfront stod til at vinde.

## Politik

### Partier
Liste over de tre største politiske partier i Algeriet.
- Jabhat at-Taḥrīr al-Waṭaniyy
- At-Tajammu` al-Waṭaniyy ad-Dīmuqrāṭiyy
- Harakat Moudjtamaa As-Silm

### Præsidenter
- Ahmed Ben Bella, 1962-65
- Houari Boumedienne, 1965-78
- Rabah Bitat, tillförordnad 1978-79
- Chadli Bendjedid, 1979-92
- Mohamed Boudiaf, 1992
- Ali Kafi, 1992-94
- Liamine Zéroual, 1994-99
- Abdelaziz Bouteflika, 1999-2019
- Abdelkader Bensalah (fungerende), 2019
- Abdelmadjid Tebboune, 2019-

### Regeringsledere
- Ferhat Abbas, 1958-1961
- Benyoucef Ben Khedda, 1961-1962
- Ahmed Ben Bella, 1962-1963
- Mohamed Ben Ahmed Abdelghani, 1979-1984
- Abdelhamid Brahimi, 1984-1988
- Kasdi Merbah, 1988-1989
- Mouloud Hamrouche, 1989-1991
- Sid Ahmed Ghozali, 1991-1992
- Belaid Abdessalam, 1992-1993
- Redha Malek, 1993-1994
- Mokdad Sifi, 1994-1995
- Ahmed Ouyahia, 1995-1998
- Smail Hamdani, 1998-1999
- Ahmed Benbitour, 1999-2000
- Ali Benflis, 2000-2003
- Ahmed Ouyahia, 2003-2006
- Abdelaziz Belkhadem, 2006-2008
- Ahmed Ouyahia, 2008-2012
- Abdelmalek Sellal, 2012-2014
- Youcef Yousfi (fungerende), 2014
- Abdelmalek Sellal, 2014-2017
- Abdelmadjid Tebboune, 2017-2017
- Ahmed Ouyahia, 2017-2019
- Noureddine Bedoui, siden 2019

### Administrativ inddeling
Algeriet er siden 18. december 2019 inddelt i 58 provinser (wilayah):
| - 1 Adrar - 2 Aïn Defla - 3 Aïn Témouchent - 4 Algier - 5 Annaba - 6 Batna - 7 Béchar - 8 Béjaïa - 9 Biskra - 10 Blida - 11 Bordj Bou Arréridj - 12 Bouira - 13 Boumerdès - 14 Chlef - 15 Constantine - 16 Djelfa | - 17 El Bayadh - 18 El Oued - 19 El Tarf - 20 Ghardaïa - 21 Guelma - 22 Illizi - 23 Jijel - 24 Khenchela - 25 Laghouat - 26 Mila - 27 Mostaganem - 28 Medea - 29 Muaskar - 30 M'Sila - 31 Naama - 32 Oran | - 33 Ouargla - 34 Oum el-Bouaghi - 35 Relizane - 36 Saïda - 37 Sétif - 38 Sidi Bel Abbes - 39 Skikda - 40 Souk Ahras - 41 Tamanrasset - 42 Tébessa - 43 Tiaret - 44 Tindouf - 45 Tipaza - 46 Tissemsilt - 47 Tizi Ouzou - 48 Tlemcen |  | Kort over Algeriets provinser |

## Økonomi
Olieindustrien er den vigtigste indtægtskilde i Algeriet, og svarer til 30% af BNP og over 95% af eksportindkomsten. Algeriet har verdens femte største naturgas-reserver, og er verdens næst største naturgas-eksportør. Det har verdens 14. største oliereserver. For at mindske afhængigheden af olie forsøger regeringen at sprede investeringer til andre brancher, men har løbende problemer med en høj arbejdsløshed og lav levestandard.
| Økonomiske nøgletal         | Værdi        | % af BNP   | År, kilde                |
| --------------------------- | ------------ | ---------- | ------------------------ |
| BNP                         | 114,7 mrd $  |            | 2006, Verdensbanken      |
| BNP (vækst) (Verdensbanken) | 5,3 %        | 2005, UNDP |                          |
| Industriproduktion          | 4,9 %        |            | 2006, UN Statistics      |
| Konsumpriser                | 4,5 %        |            | 2004, UNDP               |
| Renter 3 mnd                |              |            |                          |
| Arbejdsløshed               | 20,0 %       |            | 2004, UN Statistics      |
| Handelsbalance              | 31,9 mrd US$ |            | 2006, WTO Trade Profiles |
| Betalingsbalance            | 9,78 mrd US$ |            | 2006, WTO Trade Profiles |
| Udviklingshjælp             | 0,36 mrd $   |            | 2005, UNDP               |
| BNP per innb                | 3112 $       |            | 2005, UNDP               |

## Kultur

### Religion
Islam er den dominerende religion. Mere end 90 % af befolkningen er tilhængere af religionen, det vil sige af dem som er født i familier af muslimsk oprindelse. Officielt er næsten 100 % af Algeriets befolkning muslimer, men ateister og andre ikke-troende regnes ikke med i statistikken. Næsten alle algeriere er sunnimuslimer, fraset 200.000 ibadi i regionen Ghardaïa.
Der findes omkring 150.000 kristne i landet, herunder omkring 10.000 tilhørende den romersk-katolske kirke og 80-130.000 evangelske protestanter. Til trods for, at mange jøder blev frataget deres statsborgarskab efter landets selvstændighed, findes der endnu nogle få jøder. Algerisk kultur er meget påvirket af islam som landets hovedreligion.

### Sport
De mest populære sportsgrene i landet er fodbold, atletik og håndbold. En af landets største sportbegivenheder var, da man slog Vesttysklands herrelandshold i fodbold i 1982 ved et mål af Lakhdar Belloumi. Men på grund af konflikter og dårlige forhold i Algeriet i 1900-tallet, som endnu fortsætter i visse dele af landet, har mange idrætsfolk forladt landet til fordel for lande, som de kan tjene flere penge i, oftest Frankrig. Fodboldspilleren Zinedine Zidane, Karim Benzema og Samir Nasri er af algerisk oprindelse men fødte og opvoksede i Frankrig. I atletik har Algeriet haft flere verdensmestre, blandt andre Noureddine Morceli, Hassiba Boulmerka, Jabir-Said Guerni, og Benida Berrah.

### Musik
Musikstilen raï kommer fra Algeriet. Cheb Khaled og Cheb Mami er to af de mest kendte musikere.

## Personer fra Algeriet
Forfatteren Albert Camus og Yves Saint Laurent var født i Algeriet.

## Forhold til Danmark
Krigen mellem Danmark-Norge og Algier fra 1769 til 1772 opstod da Danmark-Norge ikke ville betale en øget tribut for at undgå pirateri og slavegørelse af dansk-norske sømænd.
Efter algierske sørøver kaprede dansk-norske skibe angreb Danmark-Norge Algier med et bombardement der dog var en fiasko og i 1772 blev der indgået en fredsaftale der var dyr for Danmark-Norge.
I 2018 åbnede udenrigsminister Anders Samuelsen en ny dansk ambassade i Algier.
Ambassadør er Vanessa Vega Saenz.
Algeriet har en ambassade i Danmark. Ambassadør er Abdelhamid Boubazine.
Algeriets udenrigsminister Abdelkader Messahel gæstede Danmark i 2019.
I 2005 var vareeksporten fra Danmark til Algeriet på 349 millioner kroner.
I 2017 var eksporten steget til 1,7 milliarder kroner, da overvejende medicinske og farmaceutiske produkter.
Import til Danmark fra Algeriet er langt mindre.
Novo Nordisk har tilstedeværelse i Algeriet. De første Novo Nordisk-produkter blev eksporteret til Algeriet i 1936.
I 1994 blev en Novo Nordisk-virksomhed etableret i landet og i 2006 anlagde Novo Nordisk en fabrik i Tizi Ouzou.
Andre danske virksomheder der har engageret sig i Algeriet er Mærsk Line og FLSmidth.
I 2023 blev en dansk lov om dobbeltbeskatningsoverenskomst mellem Danmark og Algeriet underskrevet.